# Stiepnaja (Kraj Krasnodarski)
Stiepnaja (ros. Степная) – stanica w Rosji, w Kraju Krasnodarskim, w rejonie primorsko-achtarskim. W 2010 liczyła 2439 mieszkańców.